# Tommy Dunderdale

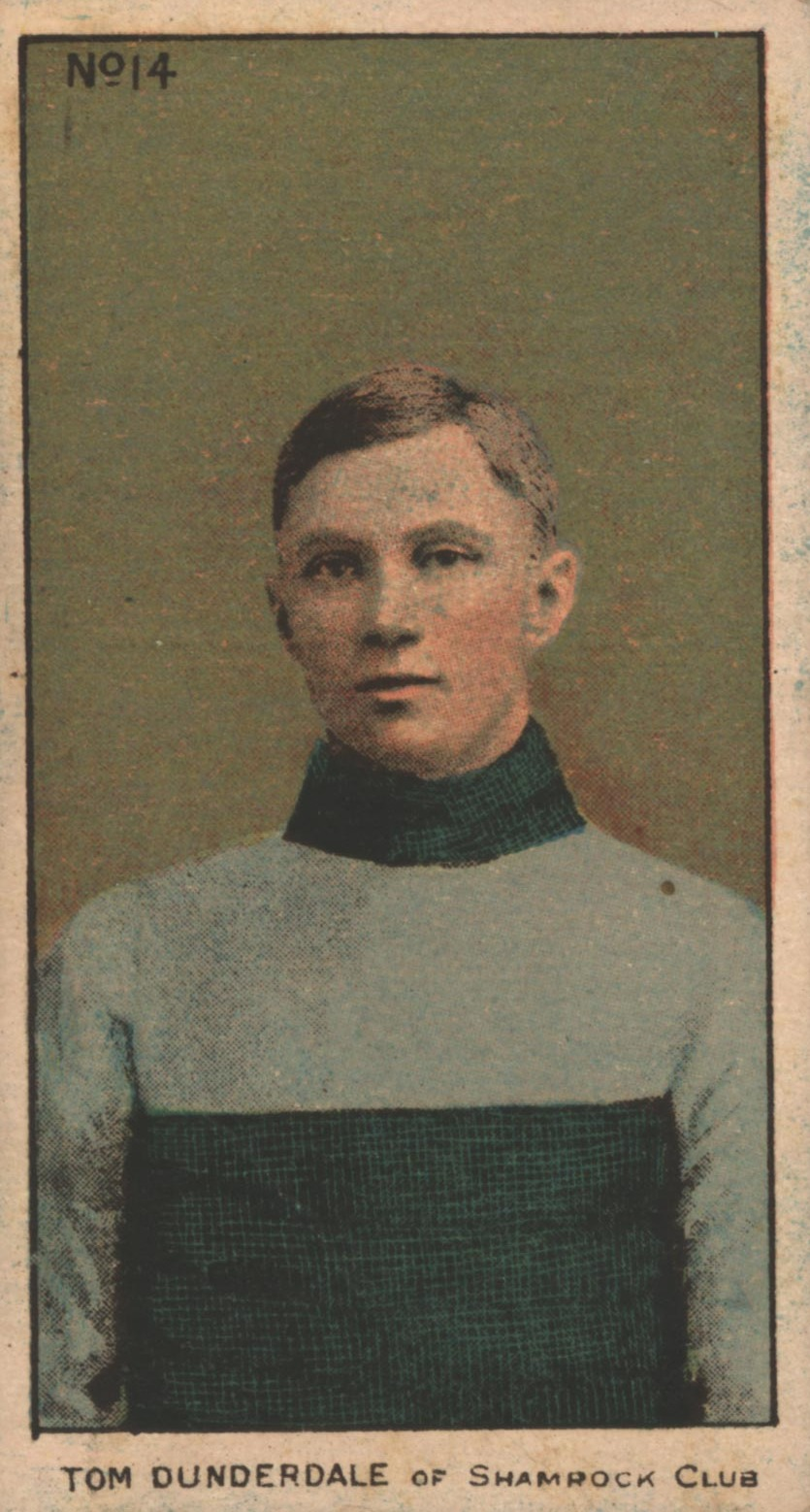
Dunderdale med Montreal Shamrocks.

Thomas Dunderdale, född 6 maj 1887 i Benalla, Victoria, död 15 december 1960 i Winnipeg, var en australisk-kanadensisk professionell ishockeyspelare. Dunderdale spelade för Montreal Shamrocks och Quebec Bulldogs i National Hockey Association åren 1910–1911 samt för Victoria Senators, Victoria Aristocrats, Victoria Cougars och Portland Rosebuds i Pacific Coast Hockey Association åren 1912–1923.

## Karriär
Tommy Dunderdale kom till Kanada från Australien med sin familj 1904, 17 år gammal, och inledde sin ishockeykarriär i Manitoba med olika lag i Winnipeg. 1909 skrev han på för Montreal Shamrocks som säsongen 1910 fick en plats i den nystartade ligan NHA. Dunderdale spelade en säsong i NHA för Shamrocks samt en för Quebec Bulldogs 1910–11 innan han flyttade västerut till Victoria i British Columbia för att spela med Victoria Aristocrats i PCHA säsongen 1912.
Dunderdale spelade om Stanley Cup med Victoria Aristocrats mot Toronto Blueshirts 1914 men laget föll i tre raka matcher i en informell matchserie. Från 1915 till 1918 spelade han för Portland Rosebuds i PCHA och 1916 spelade Rosebuds om Stanley Cup mot Montreal Canadiens. Dunderdale gjorde Rosebuds mål i den femte och avgörande matchen i finalserien men Canadiens gjorde två mål genom Skene Ronan och George "Goldie" Prodger och vann matchen med 2-1 och därmed även Stanley Cup.
Säsongen 1919 var Dunderdale tillbaka i Victoria Aristocrats och spelade med laget fram till och med 1923. Säsongen 1919–20 ledde han PCHA med personbästa 26 mål och 33 poäng.
Dunderdale spelade sin sista säsong som professionell, 1923–24, i WCHL för Saskatoon Crescents och Edmonton Eskimos.
1974 valdes Dunderdale in i Hockey Hall of Fame.

## Statistik
MPHL = Manitoba Professional Hockey League, CHA = Canadian Hockey Association
| 1905–06            | Winnipeg Ramblers    | MIHA               | —   | —   | —  | —   | —   | — | — | — | — | —  |
| 1906–07            | Winnipeg Strathconas | MPHL               | 10  | 8   | 0  | 8   | —   | — | — | — | — | —  |
| 1907–08            | Winnipeg Maple Leafs | MPHL               | 3   | 1   | 0  | 1   | —   | — | — | — | — | —  |
|                    | Strathcona-Alberta   | MHL                | 5   | 11  | 1  | 12  | 17  | 3 | 6 | 1 | 7 | 3  |
| 1908–09            | Winnipeg Shamrocks   | MPHL               | 9   | 17  | 7  | 24  | 9   | 3 | 3 | 0 | 3 | 6  |
| 1909–10            | Montreal Shamrocks   | CHA                | 3   | 7   | 0  | 7   | 5   | — | — | — | — | —  |
| 1910               | Montreal Shamrocks   | NHA                | 12  | 14  | 0  | 14  | 19  | — | — | — | — | —  |
| 1910–11            | Quebec Bulldogs      | NHA                | 9   | 13  | 0  | 13  | 25  | — | — | — | — | —  |
| 1912               | Victoria Senators    | PCHA               | 16  | 24  | 0  | 24  | 25  | — | — | — | — | —  |
| 1912–13            | Victoria Senators    | PCHA               | 15  | 24  | 5  | 29  | 36  | — | — | — | — | —  |
| 1913–14            | Victoria Aristocrats | PCHA               | 16  | 24  | 4  | 28  | 34  | — | — | — | — | —  |
|                    |                      | Stanley Cup        |     |     |    |     |     | 3 | 2 | 0 | 2 | 11 |
| 1914–15            | Victoria Aristocrats | PCHA               | 17  | 17  | 10 | 27  | 22  | — | — | — | — | —  |
| 1915–16            | Portland Rosebuds    | PCHA               | 18  | 14  | 3  | 17  | 45  | — | — | — | — | —  |
|                    |                      | Stanley Cup        |     |     |    |     |     | 5 | 1 | 1 | 2 | 9  |
| 1916–17            | Portland Rosebuds    | PCHA               | 24  | 22  | 4  | 26  | 141 | — | — | — | — | —  |
| 1917–18            | Portland Rosebuds    | PCHA               | 18  | 14  | 6  | 20  | 57  | — | — | — | — | —  |
| 1919               | Victoria Aristocrats | PCHA               | 20  | 5   | 4  | 9   | 28  | — | — | — | — | —  |
| 1919–20            | Victoria Aristocrats | PCHA               | 22  | 26  | 7  | 33  | 35  | — | — | — | — | —  |
| 1920–21            | Victoria Aristocrats | PCHA               | 24  | 9   | 11 | 20  | 18  | — | — | — | — | —  |
| 1921–22            | Victoria Aristocrats | PCHA               | 24  | 13  | 6  | 19  | 37  | — | — | — | — | —  |
| 1922–23            | Victoria Cougars     | PCHA               | 27  | 2   | 0  | 2   | 16  | 2 | 0 | 1 | 1 | 0  |
| 1923–24            | Saskatoon Crescents  | WCHL               | 6   | 1   | 0  | 1   | 4   | — | — | — | — | —  |
|                    | Edmonton Eskimos     | WCHL               | 11  | 1   | 1  | 2   | 5   | — | — | — | — | —  |
| PCHA totalt        | PCHA totalt          | PCHA totalt        | 241 | 194 | 60 | 254 | 494 | 2 | 0 | 1 | 1 | 0  |
| NHA totalt         | NHA totalt           | NHA totalt         | 21  | 27  | 0  | 27  | 44  | — | — | — | — | —  |
| Stanley Cup totalt | Stanley Cup totalt   | Stanley Cup totalt |     |     |    |     |     | 8 | 3 | 1 | 4 | 20 |